# Količevo
Količevo este o localitate din comuna Domžale, Slovenia, cu o populație de 309 locuitori.